# Shivaji Satam
Shivaji Satam (sinh ngày 21 tháng 4 năm 1950 tại Bombay, Ấn Độ) là một nam diễn viên điện ảnh và truyền hình người Ấn Độ. Ông được biết đến qua vai diễn Thanh tra trưởng Pradyuman trong loạt phim Đội đặc nhiệm CID của hãng SET India. Trước khi trở thành diễn viên, ông từng là một cán bộ ngân hàng và sĩ quan cảnh sát. Trong sự nghiệp diễn xuất, ông tham gia các bộ phim bằng Tiếng Hindi và Marathi, bao gồm Vaastav, Ghulam-E-Mustafa, Yeshwant, China Gate, Taxi No. 9211, Nayak, Jis Desh Me Ganga Reheta Hai, Sooryavansham, Hu Tu Tu. Còn trong các bộ phim bằng tiếng Marathi, ông được biết đến qua bộ phim Uttarayan.
Ông được đề cử tại hạng mục nam diễn viên xuất sắc nhất tại tại giải thưởng Star Screen cho bộ phim Ghulam-E-Mustafa.

## Tiểu sử và sự nghiệp
Shivaji Satam sinh ngày 21 tháng 4 năm 1950 tại Bombay, Ấn Độ. Ông từng tốt nghiệp ngành Hóa học tại Trường Đại học Mumbai, và cũng đã hoàn thành chương trình Cao đẳng Quản trị Kinh doanh. Ông từng là một cán bộ ngân hàng và sĩ quan cảnh sát trước khi tham gia vào ngành công nghiệp điện ảnh. Trong sự nghiệp diễn xuất, ông có vai diễn đầu tay trong loạt phim truyền hình Rishte-Naate vào năm 1980. Ông từng đóng một vai diễn trong một chương trình truyền hình bằng tiếng Marathi mang tên Ek Shunya Shunya. Sau đó, ông xuất hiện trong một số bộ phim truyền hình dài tập và điện ảnh, cho đến khi ông nổi tiếng qua vai diễn Thanh tra trưởng Pradyuman trong loạt phim truyền hình nổi tiếng Đội đặc nhiệm CID, phát sóng trong 20 năm từ năm 1998 đến năm 2018, đã giúp ông giành cú đúp giải thưởng Nam diễn viên chính xuất sắc tại Giải thưởng Truyền hình Ấn Độ vào các năm 2002 và 2003.

## Đời tư
Ông từng kết hôn với Aruna Satam vào khoảng trước năm 2000 cho đến khi bà qua đời vào năm 2002 sau một thời gian chống chọi với căn bệnh ung thư vú. Ông đã có 1 người con trai là diễn viên, đạo diễn, nhà sản xuất và doanh nhân Abhijeet Satam, người đã từng xuất hiện cùng ông trong một số tập của Đội đặc nhiệm CID, con dâu của ông là nữ diễn viên Madhura Velankar.

## Danh sách tác phẩm

### Phim truyền hình
| Năm              | Phim                            | Ngôn ngữ      | Vai diễn                   | Tham khảo | Ghi chú                                                                                                 |
| ---------------- | ------------------------------- | ------------- | -------------------------- | --------- | --- |
| 1980             | Rishte-Naate                    | Tiếng Hindi   |                            | [ 10 ]    | Vai diễn đầu tay của ông trong sự nghiệp diễn xuất                                                      |
| 1988             | Famous Trials of India          | Tiếng Hindi   |                            |           | |
| 1988             | Ek Shunya Shunya                | Tiếng Marathi | Thanh tra Shrikant Patkar  | [ 10 ]    | |
| 1995             | A Mouthful Of Sky               | Tiếng Hindi   |                            |           | |
| 1997             | Aahat                           | Tiếng Hindi   |                            |           | Đóng vai Chauhan trong các tập 70 và 71 của phim, vai Thanh tra Vijay trong các tập 106 và 107 của phim |
| 1998–2018        | Đội đặc nhiệm CID               | Tiếng Hindi   | Thanh tra trưởng Pradyuman | [ 11 ]    | Vai diễn giúp ông được nhiều khán giả tại Ấn Độ biết đến                                                |
| 2010, 2012, 2014 | Adaalat                         | Tiếng Hindi   | Thanh tra trưởng Pradyuman |           | Vai diễn khách mời                                                                                      |
| 2014             | Taarak Mehta Ka Ooltah Chashmah | Tiếng Hindi   | Thanh tra trưởng Pradyuman | [ 12 ]    | Vai diễn khách mời                                                                                      |

### Phim điện ảnh
| Năm  | Phim                           | Ngôn ngữ      | Vai diễn                                                                           | Tham khảo     |
| ---- | ------------------------------ | ------------- | ---------------------------------------------------------------------------------- | ------------- |
| 1988 | Pestonjee                      | Tiếng Hindi   | Bác sĩ                                                                             |               |
| 1991 | 100 Days                       | Tiếng Hindi   | Thanh tra cảnh sát                                                                 |               |
| 1995 | English August                 | Tiếng Anh     | Govind Sathe                                                                       |               |
| 1997 | Yeshwant                       | Tiếng Hindi   | Thanh tra cảnh sát                                                                 |               |
| 1997 | Ghulam-E-Mustafa               | Tiếng Hindi   | Dayanand Dixit                                                                     |               |
| 1998 | Vinashak – Destroyer           | Tiếng Hindi   | Thanh tra Harinaam                                                                 |               |
| 1998 | Yugpurush                      | Tiếng Hindi   | Paresh Kumar                                                                       |               |
| 1998 | China Gate                     | Tiếng Hindi   | Gopinath                                                                           |               |
| 1998 | Wajood                         | Tiếng Hindi   | Ủy viên cảnh sát Mumbai                                                            |               |
| 1999 | Hu Tu Tu                       | Tiếng Hindi   | Amol Barve                                                                         | [ 13 ]        |
| 1999 | Daag: The Fire                 | Tiếng Hindi   | Ủy viên thành phố Satyaprakash                                                     |               |
| 1999 | Sooryavansham                  | Tiếng Hindi   | Ba của Radha                                                                       |               |
| 1999 | Vaastav                        | Tiếng Hindi   | Namdev                                                                             |               |
| 2000 | Split Wide Open                | Tiếng Anh     | Shiv – ba của Leela                                                                |               |
| 2000 | Pukar                          | Tiếng Hindi   | Đại tá Rana                                                                        |               |
| 2000 | Baaghi                         | Tiếng Hindi   | Prof Vidyashankar Pandey                                                           |               |
| 2000 | Nidaan                         | Tiếng Hindi   | Aniruddha Nadkarni                                                                 | [ 14 ]        |
| 2000 | Jis Desh Mein Ganga Rehta Hain | Tiếng Hindi   | Ba của Ganga                                                                       |               |
| 2000 | Kurukshetra                    | Tiếng Hindi   | Sambhaji Yadav                                                                     |               |
| 2001 | Jodi No. 1                     | Tiếng Hindi   | Dẫn chương trình India's Most Wanted (tạm dịch là: Lệnh truy nã gắt gao của Ấn Độ) |               |
| 2001 | Ehsaas: The Feeling            | Tiếng Hindi   |                                                                                    |               |
| 2001 | Nayak: The Real Hero           | Tiếng Hindi   | Ba của Manjari                                                                     |               |
| 2002 | Ek Hoti Vadi                   | Tiếng Marathi | Bác sĩ                                                                             |               |
| 2002 | Pitaah                         | Tiếng Hindi   | Station Master                                                                     |               |
| 2002 | Hathyar                        | Tiếng Hindi   | Namdev                                                                             |               |
| 2002 | Filhaal...                     | Tiếng Hindi   | Dr Surve                                                                           |               |
| 2003 | Pran Jaye Par Shaan Na Jaye    | Tiếng Hindi   | Pandhari – ba của Sheela                                                           |               |
| 2003 | Sssshhh...                     | Tiếng Hindi   | Ủy viên Kamath                                                                     |               |
| 2004 | Bardaasht                      | Tiếng Hindi   | Ủy viên                                                                            |               |
| 2004 | Garv: Pride and Honour         | Tiếng Hindi   | Ủy viên Yeshwant Deshpande                                                         |               |
| 2004 | Rakht                          | Tiếng Hindi   | Ba của Drishti                                                                     |               |
| 2005 | Uttarayan                      | Tiếng Marathi | Raghuveer Rajadhyaksh hoặc Raghu                                                   | [ 15 ]        |
| 2005 | Viruddh                        | Tiếng Hindi   | Sunil Bharucha                                                                     | [ 16 ]        |
| 2006 | Taxi No. 9211                  | Tiếng Hindi   | Arjun Bajaj                                                                        | [ 17 ]        |
| 2008 | De Dhakka                      | Tiếng Marathi | Suryabhan Jadhav                                                                   | [ 18 ]        |
| 2010 | Haapus                         | Tiếng Marathi | Anna Gurav                                                                         |               |
| 2015 | Karbonn                        | Tiếng Hindi   |                                                                                    |               |
| 2018 | Me Shivaji Park                | Tiếng Marathi | Tiến sĩ Rustom Mistry                                                              | [ 19 ] [ 20 ] |
| 2019 | Wedding Cha Shinema            | Tiếng Marathi | Ba của Prakash                                                                     | [ 21 ]        |
| 2021 | Haseen Dilruba                 | Tiếng Hindi   | Ajinkya                                                                            |               |
| 2022 | De Dhakka 2                    | Tiếng Marathi | Suryabhan Jadhav/Tatya                                                             | [ 22 ]        |
| 2023 | Bamboo                         | Tiếng Marathi | M.N. Bhasme                                                                        | [ 23 ]        |
| 2024 | Juna Furniture                 | Tiếng Marathi |                                                                                    | [ 24 ]        |

## Giải thưởng và đề cử
| Năm  | Giải thưởng                                 | Hạng mục                                     | Tác phẩm đề cử       | Kết quả   | Nguồn  |
| ---- | ------------------------------------------- | -------------------------------------------- | -------------------- | --------- | ------ |
| 1998 | Giải thưởng StarScreen                      | Diễn viên phụ xuất sắc nhất                  | Ghulam-E-Mustafa     | Đề cử     |        |
| 2001 | Giải thưởng StarScreen                      | Diễn viên phụ xuất sắc nhất                  | Nidaan               | Đề cử     |        |
| 2000 | Giải thưởng Kalashree                       | Diễn viên có tạo hình nhân vật xuất sắc nhất | Vaastav: The Reality | Đoạt giải |        |
| 2002 | Giải thưởng Truyền hình Ấn Độ               | Nam diễn viên chính xuất sắc                 | Đội đặc nhiệm CID    | Đoạt giải | [ 6 ]  |
| 2003 | Giải thưởng Truyền hình Ấn Độ               | Nam diễn viên chính xuất sắc                 | Đội đặc nhiệm CID    | Đoạt giải | [ 25 ] |
| 2004 | Giải thưởng Truyền hình Ấn Độ               | Nam diễn viên chính xuất sắc                 | Đội đặc nhiệm CID    | Đề cử     |        |
| 2012 | Giải Vàng                                   | Nam diễn viên xuất sắc nhất                  | Đội đặc nhiệm CID    | Đoạt giải | [ 26 ] |
| 2021 | Giải thưởng Ấn tượng của Trẻ em Nickedoleon | Nam diễn viên được yêu thích nhất            | Đội đặc nhiệm CID    | Đề cử     | [ 27 ] |